# واين جاكوبس
واين جاكوبس (بالإنجليزية: Wayne Jacobs)‏ هو لاعب كرة قدم بريطاني، ولد في 3 فبراير 1969 في شفيلد في المملكة المتحدة. لعب مع برادفورد سيتي وشيفيلد وينزداي ونادي روذرهام يونايتد ونادي هاليفاكس تاون وهال سيتي.

## وصلات خارجية
- واين جاكوبس على موقع قاعدة بيانات كرة القدم.إي يو (الإنجليزية)
- واين جاكوبس على موقع Soccerbase.com (لاعب) (الإنجليزية)
- واين جاكوبس على موقع Soccerbase.com (مدرب) (الإنجليزية)
- واين جاكوبس على موقع عالم كرة القدم.نت (الإنجليزية)